# Caso Sócrates-Independente

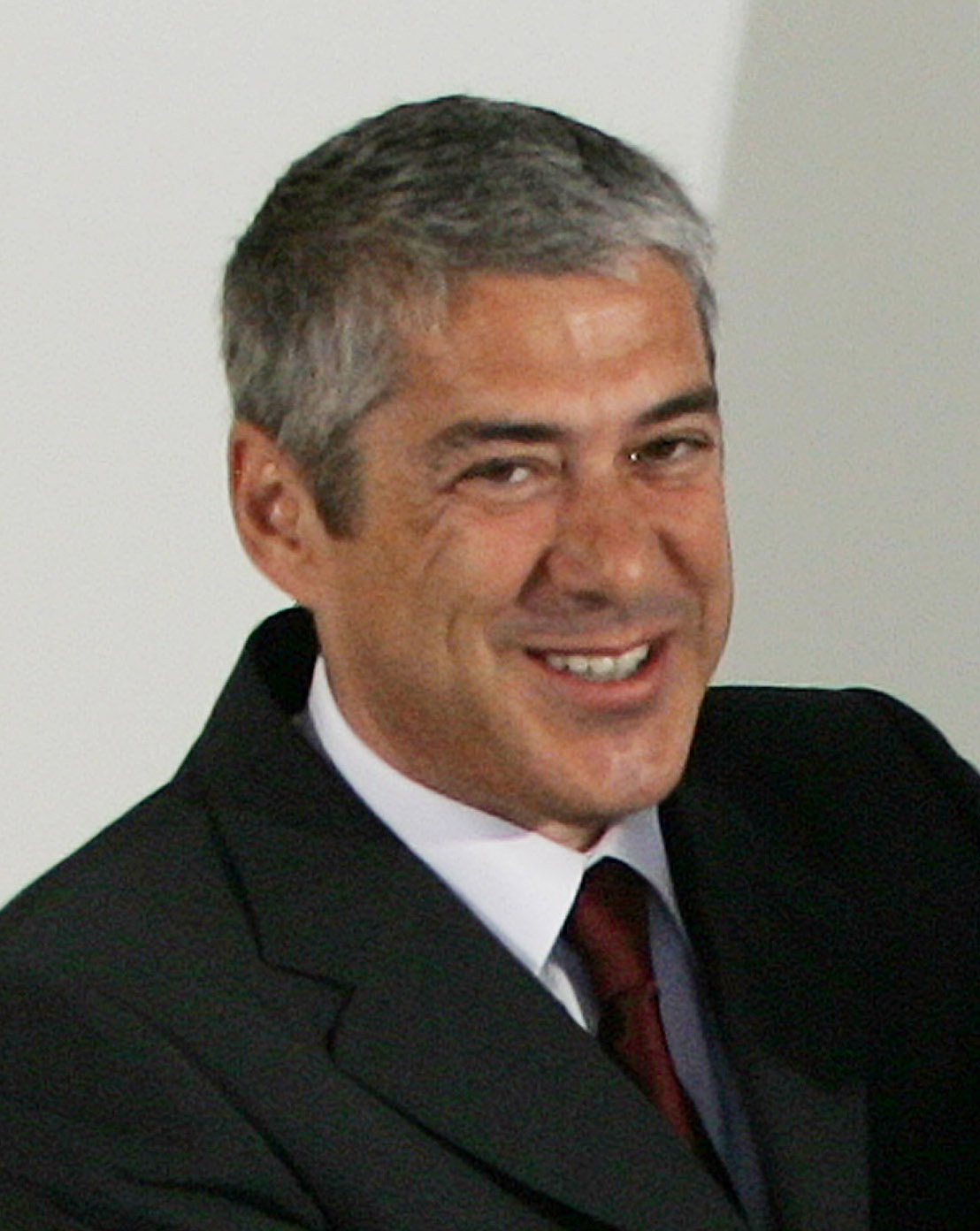
José Sócrates.

El caso Sócrates-Independente se refiere al debate público, iniciado en 2007, sobre las condiciones en las que José Sócrates, político portugués y primer ministro entre el 12 de marzo de 2005 y el 21 de junio de 2011, obtuvo su licenciatura en Ingeniería Civil por la Universidad Independente de Lisboa. En el proceso de obtención del título de Sócrates hubo documentos sin firma, fechas confusas, contradicciones en las calificaciones y profesores repetidos.

## Contexto
Sócrates completó su licenciatura en el Instituto Superior de Ingeniería Civil de Coimbra en 1979. Quince años después, ya diputado, se matriculó en el ISEL (Instituto Superior de Ingeniería de Lisboa), donde cursó diez asignaturas semestrales y dejó doce por terminar. En 1995, el rector de la Universidad Independente aceptó su solicitud, sin recibir el certificado de cualificación ISEL (que llegó más tarde). En el nuevo centro cursó cinco asignaturas –entre ellas Inglés Técnico–, cuatro de ellas impartidas por el mismo profesor. Las notas de esas cuatro materias se publicarían un domingo de agosto. Además, se descubrió que los documentos relativos al título de José Sócrates eran fotocopias de los originales.
En diciembre de 2015, el Ministerio Público indicó que el título fue obtenido en la Universidad Independente de manera irregular, pero decidió no pedir la nulidad porque el Estado no supervisaba y porque ya había pasado demasiado tiempo. Para evitar indemnizaciones, el Ministerio Público archivó la acción que solicitaba la cancelación del título de Sócrates. El fiscal responsable del caso en el Tribunal Administrativo de Lisboa consideró que los títulos de Sócrates y otros antiguos alumnos de la UnI eran “no válidos”.

## Investigación periodística
José Sócrates, un político portugués afiliado al Partido Socialista, había ingresado en el recién creado Instituto Superior de Ingeniería de Coímbra a mediados de la década de 1970, habiendo obtenido una licenciatura como ingeniero civil técnico. Durante marzo y abril de 2007, el diario Público   y el semanario Expresso  cuestionaron la legalidad con la que José Sócrates obtuvo su título en la Universidad Independente (UnI) en 1996, una institución privada recientemente creada. El ex primer ministro sólo dio permiso a un periodista de Público para consultar su historial académico en la Uni, después de acordar posiciones con el ex rector, Luís Arouca. Sócrates habló con Arouca diez veces durante el período más intenso de escrutinio que varios periódicos realizaron sobre la forma como el entonces líder del PS había concluido su carrera de Ingeniería Civil en la UnI. Todas estas conversaciones, que tuvieron lugar entre el 15 y el 26 de marzo de 2007, acabaron siendo interceptadas, previa autorización de un juez, por la Policía Judicial (PJ), a través del teléfono móvil de Arouca. En una de las conversaciones de Sócrates con Luís Arouca, Sócrates pide al ex rector que oculte los nombres de sus profesores. Las cuatro asignaturas fueron impartidas por António José Morais y la asignatura de Inglés Técnico fue impartida por Eurico Calado y el examen final fue realizado un domingo por Luís Arouca. La UnI comenzó a ser investigada por estas y otras supuestas irregularidades en su funcionamiento, culminando el 9 de abril de 2007 con la recomendación al ministro de Ciencia y Educación Superior de proceder a su cierre, lo que se determinó en agosto de 2007. Sócrates incluso amenazó a los periodistas para que dejasen de escribir sobre las supuestas irregularidades de su título.

## Investigación judicial
Ante la creciente presión mediática, el primer ministro presentó su versión de los hechos el 11 de abril de 2007, en una entrevista en directo para RTP1 y RDP. Sócrates afirmó que no había sido favorecido por la UnI en la obtención de su título académico, defendiendo la autenticidad de su título y declaró que fue blanco de declaraciones maliciosas. Una coincidencia fue la explicación dada para el hecho de que António José Morais, militante del PS y ex alto cargo en los gobiernos socialistas de Guterres y Sócrates, fuera, al mismo tiempo, profesor de cuatro de las cinco asignaturas impartidas al líder socialista en la UnI. En cuanto a que en su biografía como parlamentario figure como "ingeniero civil", el jefe de Gobierno dijo que no lo recuerda porque fue hace 14 años. La Fiscalía General de la Nación abrió una investigación sobre este asunto y la cerró días después, el 31 de julio de 2007, al considerar que el análisis de las pruebas recabadas no había confirmado el delito de falsificación de documento. Solo más adelante, en 2012, se descubrió que los documentos relativos a la licenciatura de José Sócrates incautados por la PJ y analizados por la fiscal Cândida Almeida eran fotocopias y una de ellas había sido alterada con relación al original. Esta fue la principal base documental de la investigación judicial que concluyó, en 2007, que no había existido ilegalidad.
Rui Verde, que finalmente fue condenado por varios delitos en la gestión de ese centro educativo, declaró al diario Público en noviembre de 2011 que los documentos originales del título del ex primer ministro estaban en su poder. El Departamento Central de Investigación y Acción Penal considera que el ex vicerrector de la Universidad Autónoma, Rui Verde, cometió un delito de robo de documentos oficiales. En noviembre de 2014, durante el juicio sobre las irregularidades en la UnI, el ex vicerrector Rui Verde negó que José Sócrates cumpliera los requisitos legales para obtener el título. Sin embargo, Sócrates siempre mantuvo lo contrario.
Todavía en 2014 el PS no había dado explicaciones de las sombras de corrupción que rodeaban al caso.